# Vic Damone
Vic Damone (Brooklyn, New York, 1928. június 12. – Miami Beach, Florida, 2018. február 11.) amerikai színész, énekes és előadóművész. Unokatestvére Doretta Morrow színész- és énekesnő (1927–1968) volt.

## Életpályája
Édesapja villanyszerelő, édesanyja tanította meg zongorázni. A kedvenc énekese Frank Sinatra volt, ezért Damone elkezdett énekórákat venni. Már gyermekkorában fellépett mint énekes. Olasz származású édesapja kísérte gitáron. Később egy drogériában dolgozott, de közben énekelni tanult és színházak, varieték zenés darabjaiban szerepelt. 1951 óta filmez, leginkább zenés vígjátékokban. 1951–1953 között az USA hadseregében szolgált.

### Filmes karrierje
1951-ben két filmben volt látható: a Gazdag, fiatal és csinos és A szalag. 1954-ben is két filmje volt: a Mélyen a szívemben és az Athena. 1955-ben további két filmszerepe volt a Találat a fedélzeten és a Kismet című filmekben.

### Zenei karrierje
1956-ban a Mercury Records lemezkiadótól a Columbia Recordshoz szerződött. Itt az 1964-ben kiadott On The Street Where You Live albumával érte el legnagyobb sikerét. 1965-ben a Warner Bros. Records szerződtette. 1971-ben Las Vegas-i kaszinókban kezdett turnézni, mint előadóművész.

## Magánélete
1954–1958 között Pier Angeli (1932–1971) olasz származású amerikai színésznő volt a felesége. 1963–1971 között Judith Rawlins (1936–1974) amerikai színésznő volt a párja. 1974–1982 között Becky Ann Jones volt a partnere. 1987–1996 között Diahann Carroll (1935-) amerikai színésznővel élt házasságban. 1998-tól Rena Rowan volt a párja.
| Filmjei Filmzenéi Gazdag, fiatal és csinos (1951) (színész is) Texaco Star Theater (1953-1955) Mélyen a szívemben (Deep in My Heart) (1954) (színész is) Athena (1954) (színész is) Találat a fedélzeten (Hit the Deck) (1955) (színész is) Kismet (1955) (színész is) Félévente randevú (1957) Külön asztalok (1958) Fedőneve: Donnie Brasco (1997) A tömegpusztítás fegyverei (1997) Pénz beszél (1997) Visszavágó (1999) Mindent a szépségért (2000) Fiúk az életemből (2001) Mad Men – Reklámőrültek (2007) Táncolj, ha tudsz! (2009) Színészként A szalag (The Strip) (1951) Meet Me in Las Vegas (1956) Pokol az örökkévalóságig (Hell to Eternity) (1960) | - Vic Damone (1950) - Christmas Favorites (1950) - Rich, Young and Pretty (Original Soundtrack) (1951) - April In Paris (1952) - Vocals By Vic (1952) - Take Me In Your Arms (1952) - Deep In My Heart (Original Soundtrack) (1955) - Voice Of Vic Damone (1956) - That Towering Feeling! (1956) - Stingiest Man In Town (Original Soundtrack) (1956) - Affair To Remember (1957) - Yours For A Song (1957) - Gift Of Love (Original Soundtrack) (1958) - This Game Of Love (1959) - Closer Than A Kiss (1959) - Angela Mia (1959) - On The Swingin' Side (1961) - Lively Ones (1962) - Strange Enchantment (1962) - Linger Awhile With Vic Damone (1962) - My Baby Loves To Swing (1963) - Liveliest (1963) - On The Street Where You Live (1964) - You Were Only Fooling (1965) - Arriverderci Baby (Original Soundtrack) (1966) - Why Can't I Walk Away (1968) - Stay With Me (1976) - Young And Lively (1980) - Make Someone Happy (1981) - Christmas With Vic Damone (1984) - Damone Type Of Thin (1984) - On The South Side Of Chicago (1984) - Eternally (1989) - Let's Face The Music And Sing (1991) - Glory Of Love (1992) - Feelings (1993) - On The Street (1995) |

## Fordítás
- Ez a szócikk részben vagy egészben  a   Vic Damone című angol Wikipédia-szócikk ezen változatának fordításán alapul.  Az eredeti cikk szerkesztőit annak laptörténete sorolja fel. Ez a jelzés csupán a megfogalmazás eredetét és a szerzői jogokat jelzi, nem szolgál a cikkben szereplő információk forrásmegjelöléseként.